# PyTorch
PyTorch ist eine auf Maschinelles Lernen ausgerichtete Open-Source-Programmbibliothek für die Programmiersprache Python, basierend auf der in Lua geschriebenen Bibliothek Torch, die bereits seit 2002 existiert. Entwickelt wurde PyTorch vom Facebook-Forschungsteam für künstliche Intelligenz. Im September 2022 wurde Pytorch mittels der neugegründeten Pytorch Foundation Teil der Linux Foundation.

## Funktionen und Versionsgeschichte
Mit der Programmbibliothek lassen sich zum einen mit GPUs beschleunigte Tensor-Analysen erstellen und zum anderen Neuronale Netze auf Basis eines bandbasierten Autograd-Systems erstellen. Dabei lassen sich bewährte Python-Bibliotheken wie NumPy, SciPy und Cython nutzen. Beim Deep Learning zeichnet sich die Programmbibliothek durch viel Flexibilität und eine hohe Geschwindigkeit aus. ONNX zum Austausch von Modellen mit anderen Programmbibliotheken wird unterstützt. TorchScript-Dokumente können durch einen Compiler in PyTorch-Modelle umgewandelt werden. TorchScript kann unabhängig von Python ausgeführt werden und ist seit der Version 1.2 in PyTorch enthalten.
Die im Oktober 2019 erschienene 1.3-Version ermöglicht die Nutzung von PyTorch auf den mobilen Plattformen Android und iOS (PyTorch Mobile). Ein 8-Bit-Quantisierungsmodell soll ebenfalls das Deployment auf Servern und Edge-Geräten effizienter gestalten. Da die traditionelle Implementierung von Tensoren Mängel auswies, können Tensoren seit der Version 1.3 auch als Named Tensors benannt werden. Mit der Version 1.4 von Januar 2020 wurde Pruning für künstliche neuronale Netze und ein paralleles Training von Modellen mit Remote Procedure Call ergänzt. Des Weiteren wurde eine Anbindung zu Java hinzugefügt. Seit der Version 1.5, die Mitte April 2020 erschienen ist, wird TorchServe als Open-Source-Server für PyTorch verwendet. Neben Facebook ist dabei auch der Cloud-Anbieter Amazon Web Services (kurz: AWS) an dem Dienst beteiligt. Ebenfalls lässt sich seit der Version eine C++-Frontend-API verwenden.

## Bibliotheken und Plattformen
PyTorch setzt sich aus mehreren Bibliotheken und Plattformen zusammen, die für Maschinelles Lernen eingesetzt werden. Nachfolgend eine Liste der einzelnen Elemente von PyTorch mit einer Übersicht der wichtigsten Funktionen:
| Name              | Funktionen |
| ----------------- | --- |
| AllenNLP          | Design und Entwicklung von Natural-language-processing-Modellen                                                                                 |
| advertorch        | Umgang mit abweichenden Trainingsdaten |
| BoTorch           | Module für Künstliche neuronale Netze, GPU- und Autograd-Unterstützung                                                                          |
| ELF               | Lösen von Computerspielen |
| fastai            | Bilderkennung / Texterkennung / Tabellenkalkulation / Kollaboratives Filtern                                                                    |
| flair             | Natural language processing (Computerlinguistik)                                                                                                |
| glow              | Compileroptimierung und Codegenerierung von neuronalen Netzwerkgraphen                                                                          |
| GPyTorch          | Gauß-Prozesse mit Berechnungen durch den Grafikprozessor                                                                                        |
| Horovod           | Verteiltes Deep Learning mit Performance-Optimierungen durch Übertragungen zwischen den Knoten, die auf dem Message Passing Interface basieren. |
| ignite            | Trainieren von Künstlich neuronalen Netzen |
| ParlAI            | Austausch von großen Datensets zum Trainieren und Testen von Deep Learning-Anwendungen                                                          |
| pennylane         | Quantencomputing im Bereich Maschinelles Lernen, Automatisches Differenzieren und Optimierung                                                   |
| PySyft            | Datensicherheit / Datenverarbeitung |
| PyTorch geometric | Erkennung geometrischer Muster |
| PyTorch Lightning | Automatisierung |
| Pyro              | Statistik-, Prognosen- und Wahrscheinlichkeitsrechnung                                                                                          |
| skorch            | Implementierung von Scikit-learn-Funktionen |
| TensorLy          | Tensoranalysis / Tensoralgebra |
| Translate         | Maschinelle Übersetzung |

Wichtige Bibliotheken in PyTorch für Maschinelles Lernen sind torchvision für die Bilderkennung, torchtext für die Texterkennung und torchaudio für die Sprach- und Audioerkennung.

## Beispiel
Das folgende Programm zeigt die Funktionalität der Bibliothek anhand eines einfachen Beispiels.
```
import
 
torch

dtype
 
=
 
torch
.
float

device
 
=
 
torch
.
device
(
"cpu"
)
 
# Hiermit werden alle Berechnungen auf der CPU ausgeführt

# device = torch.device("cuda:0") # Hiermit werden alle Berechnungen auf der GPU ausgeführt

# Erstellung eines Tensors und Befüllung des Tensors mit Zufallszahlen

a
 
=
 
torch
.
randn
(
2
,
3
,
device
=
device
,
dtype
=
dtype
)

print
(
a
)
 
# Ausgabe des Tensors A

# Ausgabe: tensor([[-1.1884,  0.8498, -1.7129],

#                  [-0.8816,  0.1944,  0.5847]])

# Erstellung eines Tensors und Befüllung des Tensors mit Zufallszahlen

b
 
=
 
torch
.
randn
(
2
,
3
,
device
=
device
,
dtype
=
dtype
)

print
(
b
)
 
# Ausgabe des Tensors B

# Ausgabe: tensor([[ 0.7178, -0.8453, -1.3403],

#                  [ 1.3262,  1.1512, -1.7070]])

print
(
a
*
b
)
 
# Ausgabe einer Multiplikation der beiden Tensoren

# Ausgabe: tensor([[-0.8530, -0.7183,  2.58],

#                  [-1.1692,  0.2238, -0.9981]])

print
(
a
.
sum
())
 
# Ausgabe der Summe aller Elemente im Tensor A

# Ausgabe: tensor(-2.1540)

print
(
a
[
1
,
2
])
 
# Ausgabe des Elements in der dritten Spalte der zweiten Zeile

# Ausgabe: tensor(0.5847)

print
(
a
.
min
())
 
# Ausgabe des Minimumwertes im Tensor A

# Ausgabe: tensor(-1.7129)

```

## Module

### Autograd-Modul
PyTorch verwendet eine automatische Differenzierungsmethode. Es zeichnet Vorwärtsberechnungen auf und spielt diese dann rückwärts ab, um Gradienten zu berechnen. Diese Methode ist besonders beim Aufbau neuronaler Netze nützlich, da man hiermit differenzielle Parameterkorrekturen parallel zu einem Vorwärtsdurchlauf berechnen kann.

### Optim-Modul
Torch.optim ist ein Modul, das mehrere Optimierungsalgorithmen implementiert, die beim Aufbau neuronaler Netze verwendet werden. Die meisten der am häufigsten verwendeten Methoden wurden implementiert.

### Nn-Modul
Das Autograd-Modul von PyTorch erleichtert das Definieren von Berechnungsgraphen und das Arbeiten mit Gradienten, ist jedoch möglicherweise zu niedrig, um komplexe neuronale Netze zu definieren. Eine Abstraktion auf höherer Ebene für solche Anwendungen ist das nn-Modul.

### Deutsch
- Tariq Rashid: Neuronale Netze selbst programmieren: Ein verständlicher Einstieg mit Python, O’Reilly, 2017, ISBN 978-3-96010-103-1
- Delip Rao, Brian McMahan: Natural Language Processing mit PyTorch: Intelligente Sprachanwendungen mit Deep Learning erstellen, Dpunkt.Verlag, 2019, ISBN 978-3-96009-118-9
- Sebastian Raschka: Machine Learning mit Python: das Praxis-Handbuch für Data Science, Predictive Analytics und Deep Learning, mitp Verlags, 2017, ISBN 978-3-95845-423-1
- Ramon Wartala: Praxiseinstieg Deep Learning: Mit Python, Caffe, TensorFlow und Spark eigene Deep-Learning-Anwendungen erstellen, O’Reilly, 2018, ISBN 978-3-96010-157-4

### Englisch
- Chitra Vasudevan: Concepts and Programming in PyTorch, Chitra Vasudevan, 2018, ISBN 978-93-88176-05-7
- Sherin Thomas, Sudhanshu Passi: PyTorch Deep Learning Hands-On: Build CNNs, RNNs, GANs, reinforcement learning, and more, quickly and easily, Packt Publishing Ltd, 2019, ISBN 978-1-78883-343-1
- Pradeepta Mishra: PyTorch Recipes: A Problem-Solution Approach, Apress, 2019, ISBN 978-1-4842-4258-2
- Samuel Burns: Python Deep Learning: Develop Your First Neural Network in Python Using Tensorflow, Keras, and Pytorch, Independently Published, 2019, ISBN 978-1-0925-6222-5
- Vishnu Subramanian: Deep Learning with PyTorch: A practical approach to building neural network models using PyTorch, Packt Publishing, 2018, ISBN 978-1-78862-607-1
- Hyatt Saleh: Applied Deep Learning with PyTorch: Demystify neural networks with PyTorch, Packt Publishing, 2019, ISBN 978-1-78980-705-9
- Eli Stevens, Luca Antiga: Deep Learning with Pytorch, MANNING PUBN, 2019, ISBN 978-1-61729-526-3
- David Julian: Deep Learning with PyTorch Quick Start Guide: Learn to train and deploy neural network models in Python, Packt Publishing, 2018, ISBN 978-1-78953-973-8